# Tresor de l'avinguda Constitució
El Tresor de l'Avinguda Constitució és un tresor numismàtic d'època islàmica format per 1543 monedes (de les quals 19 són d'or –dinars- i la resta de plata -dirhams-) del període taifa (segle xi), descobert l'any 2009 en una intervenció arqueològica preventiva realitzada en l'Avinguda de la Constitució de la ciutat de València.
El tresor forma part de l'exposició permanent del Museu d'Història de València (MhV).
Després del descobriment, l'Institut Valencià de Conservació i Restauració (Ivacor) va mantenir el tresor custodiat i tot esperant restauració en el dipòsit arqueològic municipal de Vara de Quart, durant més de dos anys. A principis de 2012 l'Institut Valencià de Conservació i Restauració, dirigit per Carmen Pérez, exdirectora general de Patrimoni, va assumir la restauració.
Quan es va realitzar el descobriment eren els tècnics del Servei Municipal d'Arqueologia (SIAM) els que havien d'encarregar-se de netejar i separar (una primera neteja es va realitzar amb ultrasons; després, les monedes es van sotmetre a banys controlats en solucions químiques per dissoldre l'òxid. Finalment, les peces es van separar mecànicament a punta de bisturí amb ajuda d'una lupa binocular. Durant aquest procés es va descobrir que les monedes d'or es trobaven embolicades en un drap de tela separades de la resta) les monedes, ja que van aparèixer amalgamades dins d'un atuell de ceràmica. Desgraciadament, la falta de pressupostos va fer que fos l'Institut de Conservació el que s'encarregués de la intervenció.
La zona on va ser trobat el tresor havia de ser un descampat, probablement un hort contigu al raval de la Alcudia, al moment en el qual es va ocultar. El tresor va ser exposat, juntament amb altres 149 peces procedents de 68 museus de tot Espanya, en el Museu Arqueològic Nacional (MAN) entre el 10 d'octubre de 2017 i l'1 d'abril del 2018, en l'exposició temporal “El poder del passat, 150 anys d'arqueologia a Espanya”, organitzada per Acció Cultural Espanyola i el Museu Arqueològic Nacional en commemoració del 150 aniversari de l'aquest museu.
Les monedes més antigues d'aquest tresor daten de l'època del califa omeya Abd al-Rahman III, i les més modernes, daten del califa fatimí Al Zahir (1021-1036). Aquest conjunt de monedes posa de manifest els nexes i les relacions marítimes mediterrànies de la València musulmana del segle xi (Madinat Balànsiya).